# Dirk Balster
Dirk Peter Balster (* 19. července 1965, Gütersloh, Německo) je bývalý německý veslař. Je trojnásobným mistrem světa na osmě. Zúčastnil se Letních olympijských her 1992 v Barceloně, kde byl členem posádky čtyřky bez kormidelníka, která obsadila 4. místo.